# Bradysia subiridipennis
Bradysia subiridipennis är en tvåvingeart som beskrevs av Werner Mohrig och Menzel 1992. Bradysia subiridipennis ingår i släktet Bradysia och familjen sorgmyggor.
Artens utbredningsområde är Österrike. Inga underarter finns listade i Catalogue of Life.